# Isobel Kuhn
Isobel Kuhn, geb. Isobel Selina Miller, privat auch „Belle“ genannt, (* 17. Dezember 1901 in Toronto; † 20. März 1957 in Wheaton, Illinois) war eine kanadische evangelische Missionarin unter dem Volk der Lisu in der chinesischen Provinz Yunnan. Als Mitarbeiterin der China Inland Mission arbeitete sie zusammen mit ihrem Mann, John, als Bibelübersetzerin, Bibellehrerin und Gemeindegründerin. Im deutschen Sprachraum wurde sie durch ihre Bücher bekannt, in denen sie das Leben der Missionare und der Einheimischen in China schildert.

## Kindheit und Jugend
Als sie 11 Jahre alt war übersiedelte die Familie nach Vancouver in British Columbia. Ihr Vater war Röntgenologe und Laienprediger in einer presbyterianischen Gemeinde, und ihre Mutter war lange Jahre Vorsitzende der Missionsgesellschaft der Frauen, der presbyterianischen Kirche in Kanada. Ihr Großvater war ein ordinierter presbyterianischer Geistlicher.
Sie studierte englische Sprache und Literatur auf der Universität von British Columbia. Obwohl sie in einem christlichen Elternhaus aufgewachsen war, entschloss sie sich, den Glauben ihrer Eltern aufzugeben, nachdem sie unter den Einfluss eines skeptischen Universitätsprofessors geraten war. Obwohl sie innerlich eine Agnostikerin war, galt sie nach außen als eine gute Christin, da sie im Gegensatz zu ihren Freunden nicht rauchte und keinen Alkohol trank. Sie hatte sich heimlich mit einem ihrer Kommilitonen verlobt, merkte dann aber, dass er auch zu einer anderen Studentin eine engere Beziehung pflegte und dies auch nach der Heirat nicht aufzugeben beabsichtigte. Sie geriet dadurch in eine tiefe Krise und wollte sich eines Nachts das Leben nehmen. Doch bevor sie ihren Entschluss, eine Flasche mit Gift zu trinken, ausführen konnte, hörte sie aus dem Schlafzimmer der Eltern ihren Vater im Schlaf seufzen. Sie dachte an den Kummer, den er haben würde, wenn sie tot wäre und wollte dies ihrem lieben Vater nicht antun. Zurück in ihrem Zimmer dachte sie an ein lateinisches Zitat von Dante, dessen Übersetzung „In Seinem Willen ist unser Friede“ (Dante Alighieri: Göttliche Komödie, Paradies, 3,85) lautete.  Dies veranlasste sie trotz ihrer Zweifel, zu beten: „Wenn du mich erfahren läßt, dass du existierst, und wenn du mir Frieden schenken willst, will ich dir mein Leben übergeben.“ Dieser innere Friede erfüllte sie dann tatsächlich, so dass sie nach langer Zeit wieder ruhig schlafen konnte.
Nach ihrem Universitätsabschluss im Jahr 1922 absolvierte sie für fünf Monate eine Schule für die Ausbildung von Lehrern. Danach arbeitete sie über ein Jahr als Lehrerin an der  Cecil Rhodes Schule in Vancouver. Im Sommer 1924 besuchte sie zum zweiten Mal eine christliche Missionskonferenz im Föhrenwald in Bellingham, Washington. Einer der Redner war der unter den Lisu arbeitende Missionar James O. Fraser, der einen großen geistlichen Einfluss auf sie ausübte. Durch ihn sah sie sich von Gott gerufen, auch als Missionarin unter den Lisu zu arbeiten. Zur Vorbereitung auf die Mission absolvierte sie das Moody Bibelinstitut in Chicago, das sie als eine der besten abschloss. Dort lernte sie auch ihren späteren Mann John kennen, der aber noch vor ihrer Heirat nach China entsandt wurde.
Während ihrer Ausbildung am Bibelinstitut starb ihre Mutter, die lange dagegen gewesen war, dass ihre Tochter Missionarin werden wollte. Kurz vor ihrem Tod konnte sie aber diese Entscheidung akzeptieren, und Isobel hatte den Eindruck, ihren Weg mit dem Segen ihrer Mutter zu gehen.
Nach ihrem Abschluss am Bibelinstitut bewarb sie sich bei der China Inland Mission. Sie wurde aber nicht sofort angenommen, da sie von einer Person wegen angeblicher negativer Charaktereigenschaften nicht empfohlen wurde. Auch als diese Bedenken ausgeräumt wurden, musste sie wegen der problematischen politischen Situation in China sowie wegen einer durch Überarbeitung verursachten Krankheit noch zwei Jahre in Vancouver verbringen. Während dieser Zeit arbeitete sie als Leiterin des „Vancouver-Eckklub für Mädchen“, einem evangelistischen Verein, der sich um junge, berufstätige Mädchen und Frauen kümmerte.

## Missionsdienst
Am 11. Oktober 1928 begann Isobel Kuhn ihre Schiffsreise nach China. Am 4. November 1929 heiratete sie John Kuhn in Kunming, der Hauptstadt der Provinz Yunnan. Sie begannen ihren gemeinsamen Dienst in Chengchiang, Yunnan. In den Jahren 1930–1932 arbeiteten sie in Tali, Yunnan. Im April 1931 wurde ihre Tochter Kathryn geboren. In den Jahren 1932–1934 arbeiteten sie in Yongping. Im Jahr 1934 begannen sie ihre Arbeit unter den Lisu in der sehr schwer zugänglichen Schlucht des Salween-Flusses. Im Jahr 1936 trat das Ehepaar den ersten Heimaturlaub an. Im August 1943 wurde ihr Sohn Daniel im „Lisuland“ geboren.
Nach der Machtübernahme der Kommunistischen Partei in China im Jahre 1949 wurden die Arbeitsbedingungen für Missionare immer schwieriger und alle Missionare der China Inland Mission mussten mit der Zeit das Land verlassen. Isobel Kuhn reiste im März 1950 mit ihrem Sohn nach Wheaton in Illinois, wo ihre Tochter am Wheaton College studierte. Ihr Mann folgte ihr 18 Monate später.
Weil China für Missionare verschlossen blieb, setzte das Ehepaar seinen Dienst ab 1952 unter den Lisu im Norden Thailands fort. Im Jahre 1954 traten sie in den Ruhestand. In diesem Jahr wurde bei Isobel Kuhn eine Krebskrankheit diagnostiziert. Ihre letzten Jahre verbrachte sie mit ihrem Mann in Wheaton, wo sie am 20. März 1957 an ihrer Krankheit starb. Der Beerdigungsgottesdienst fand in der Kirche von Wheaton College statt.

## Missionsmethoden
Die Missionare versuchten sich so weit wie möglich den Lebensbedingungen und der Kultur der Lisu anzupassen, was ein Leben unter primitivsten Verhältnissen bedeutete. Gleichzeitig versuchten sie aber auch, diese Verhältnisse zu verbessern, z. B. durch eine andere Einstellung zur Sauberkeit oder durch die Ablehnung des Konsums und Anbaus von Opium.
Sie verkündeten das Evangelium in der Form, dass sie zu einer persönlichen Entscheidung des Einzelnen für Jesus Christus aufforderten. Wer diese Entscheidung traf, konnte sich taufen lassen. Nach ihrer Bekehrung wurden die Konvertiten ermutigt, das Evangelium innerhalb ihres Volksstammes weiter zu verbreiten. In den verschiedenen Orten wurden christliche Gemeinden gegründet, die ihre Entscheidungen selbständig ohne Einmischung der Missionare treffen sollten. Ein Beispiel dafür ist die Entscheidung darüber, wer im Sonntagsgottesdienst die Predigt halten sollte. Diese Entscheidung wurde von den einheimischen Gemeindeleitern getroffen. Die Missionare beanspruchten dabei keinen Vorrang und ordneten sich diesen Entscheidungen unter.
Isobel Kuhn und ihr Mann hatten an der Ausbreitung des christlichen Glaubens unter den Lisu einen erheblichen Einfluss. Dazu trug besonders ihre Organisation von sogenannten „Regenzeit-Bibelschulen“ bei. Da in der Regenzeit keine landwirtschaftliche Tätigkeit möglich war, konnten sich die Lisu in dieser Zeit für den Unterricht frei nehmen. Die Schüler wurden dann nach dem Vorbild der Apostel ausgesandt, um die christliche Botschaft in  Gegenden zu verbreiten, in denen sie noch nicht bekannt war.

## Schriftstellerische Tätigkeit
Isobel Kuhn schrieb einige Bücher über ihr Leben und ihre Arbeit. Als Grundlage konnte sie dabei auf die regelmäßigen Rundbriefe zurückgreifen, die sie und andere Missionare an die Unterstützer der Missionsarbeit geschrieben hatten. Die Bücher von Isobel Kuhn machten sie und die Missionsarbeit in China nicht nur im englischen, sondern auch im deutschen Sprachraum bekannt. Auch Jahrzehnte nach ihrem Tod wurden ihre Bücher immer wieder neu aufgelegt.

## Werke
- By Searching: My Journey Through Doubt into Faith. In the Arena. (dt. Die mich suchen – In der Arena. 4. Auflage. Brunnen, Gießen und Basel 1998, ISBN 3-7655-3984-8. Doppelband mit erstem und zweitem Teil ihrer Autobiographie.)
- Stones of Fire. (dt. Feurige Steine. Brunnen, Gießen und Basel 1953.)
- Nests Above The Abyss. (dt. Nester über dem Abgrund. Verlag der China Inland Mission, Merligen 1950.)
- Green Leaf in Draught. (dt. Grüne Blätter in der Dürre. Brunnen, Gießen und Basel 1968.)
- Precious Things of the Lasting Hills. Später veröffentlicht unter dem Titel Children of the Hills. (dt. Am Ende der Welt mit Gott. Schweickhardt, Lahr-Dinglingen 1984, ISBN 3-501-00279-3.)
- Second-Mile People. (dt. Menschen der zweiten Meile. Schweickhardt, Lahr-Dinglingen 1988, ISBN 3-501-00373-0.)
- The Vision Pursued. In: Carolyn L. Canfield: One Vision Only. Moody Press, Chicago 1959, S. 49–131.